# Sycomacophila montana
Sycomacophila montana är en stekelart som beskrevs av Jean-Yves Rasplus 2003. Sycomacophila montana ingår i släktet Sycomacophila och familjen fikonsteklar.
Artens utbredningsområde är Guinea. Inga underarter finns listade i Catalogue of Life.